# Scener ur ett kändisskap
Scener ur ett kändisskap är en svensk komedifilm från 2009. Den regisserades, skrevs och producerades av Christopher Panov och Christian Eklöw.

## Handling
Kulturjournalisten Görhan Hellström ska göra en dokumentärfilm om Linus Wahlgren. Wahlgren ska visa honom att han inte alls bara är den lille söte i familjen Wahlgren utan en riktig skådespelare. Hellström hatar dock Wahlgren och allt han står för och Wahlgren bestämmer sig därför för att förändra den bilden. Han bestämmer sig för att bli en del av Kungliga Dramatiska Teatern i Stockholm, men vägen dit kantas av misslyckade castings, skitsnack och en polsk teaterkurs. På vägen förnekar han sin familj och sviker sina vänner. För att ta sig in i den finkulturella världen behöver Wahlgren nya vänner, exempelvis Örjan Ramberg och Jonas Malmsjö.

## Medverkande
- Linus Wahlgren
- Örjan Ramberg
- Jonas Malmsjö
- Ola Forssmed
- Måns Nathanaelson
- Jonas Karlsson
- Görhan Hellström – reportern
- Mårten Klingberg
- Pernilla Wahlgren
- Christina Schollin
- Josephine Bornebusch
- Rebecka Teper
- Stina Ekblad
- Elin Klinga
- Tova Magnusson
- Kim Sulocki
- Philip Panov

## Om filmen
Filmen premiärvisades den 17 juli 2009 i Sverige. Den 4 februari 2010 visades den på Göteborgs filmfestival och den 6 januari 2012 i TV4. Vid visningen på Göteborgs filmfestival var den förlängd från 90 till 93 minuter.

## Mottagande
Filmen har medelbetyget 2,3/5 på Kritiker.se, baserat på åtta recensioner. Högst betyg fick den av Aftonbladet (3/5) och lägst av Expressen och Göteborgs-Posten (båda 1/5).